# 33201 Thomasartiss
33201 Thomasartiss è un asteroide della fascia principale. Scoperto nel 1998, presenta un'orbita caratterizzata da un semiasse maggiore pari a 2,7691996 UA e da un'eccentricità di 0,0539310, inclinata di 1,02326° rispetto all'eclittica.